# Casa Marlborough

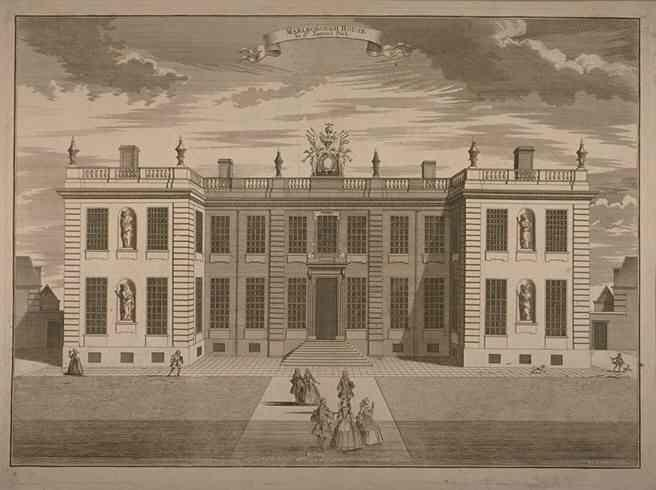
Forma originală a Casei Marlborough, c.1750.

Casa Marlborough este un conac în Westminster, Londra, situat la est de Palatul Saint James. Acesta a fost construit pentru Sarah Churcill, Ducesă de Marlborough, favorita și confidenta reginei Ana. Ducesa a vrut ca noua ei casă să fie "puternică, simplă și convenabil de bună". Christopher Wren a proiectat o clădire din căramidă cu piatră quoins rustică care a fost finalizată în 1711. Timp de peste un secol a servit ca reședința din Londra a Ducilor de Marlborough.